# Dibra

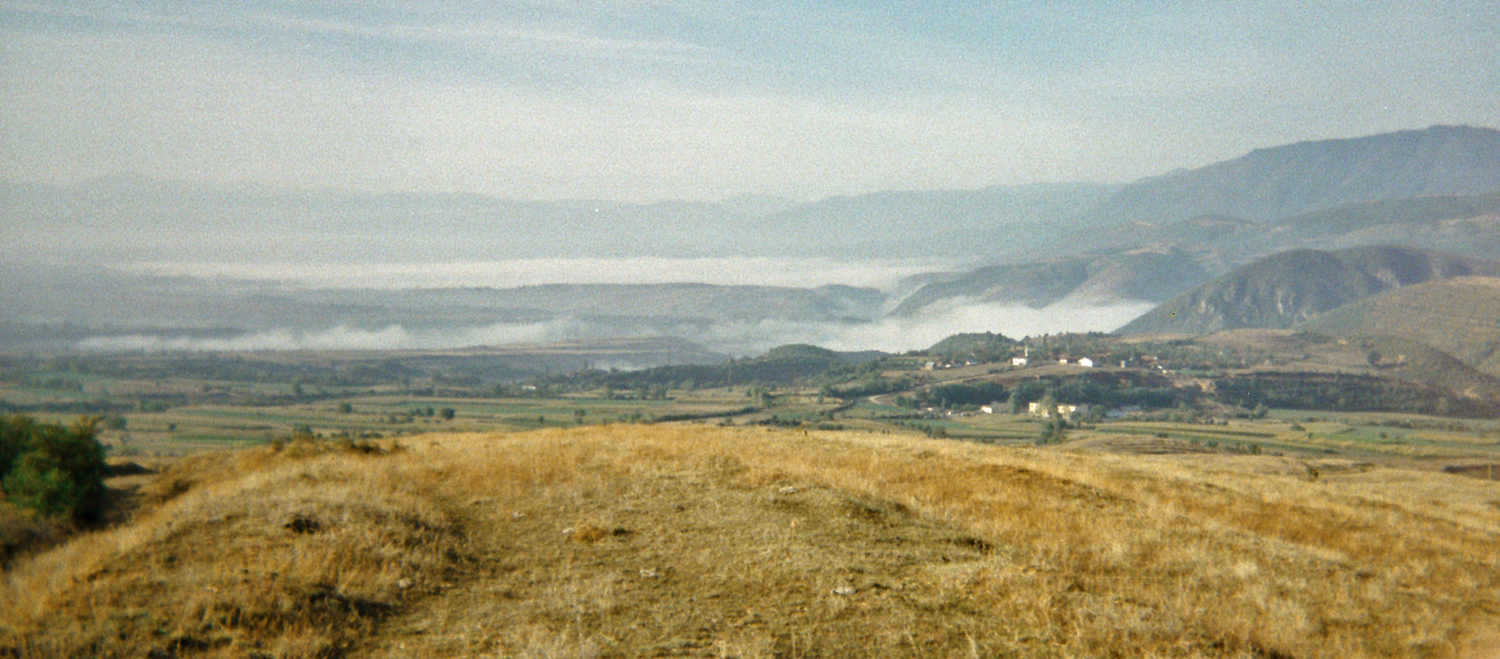
Kleine Dibra

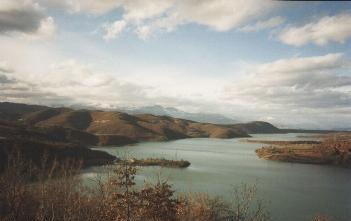
Stausee auf nordmazedonischer Seite (1986)

Dibra (albanisch auch Dibër, mazedonisch Дебар Debar, türkisch Debre) ist ein Abschnitt des Drin-Tals im Grenzgebiet zwischen Nordmazedonien und Albanien.
Das hochgelegene Tal ist auf allen Seiten von hohen Bergen umgeben: im Norden liegt das Korabgebirge, dessen Hauptgipfel mit 2764 m ü. A. der höchste Punkt beider Länder ist. Auch in allen anderen Richtungen erreichen die Berge Höhen von über 2000 Meter. Der Schwarze Drin fließt von Süden durch eine enge Schlucht ins Tal und verlässt es wieder durch eine ähnlich tiefe  Schlucht. Früher war der Fluss für jährlich wiederkommendes Hochwasser berüchtigt, weshalb kaum ein Dorf in der Nähe des engen Flussbettes liegt. Seit dem Bau eines Stausees auf nordmazedonischer Seite, dem Debarsee (Debarsko Ezero, Liqeni i Dibrës), ist der Pegelstand reguliert.
Die Dibra ist fruchtbar. In den großen Wäldern leben noch immer Wölfe und Bären. Große Teile der Bevölkerung arbeiten in der Landwirtschaft. Sie haben den Ruf, fleißig und erfolgreich zu sein.
Nach dem Zerfall des Osmanischen Reiches legten die europäischen Großmächte auf der Londoner Botschafterkonferenz die Grenzen des neuen Staates fest. Dabei wurde die Region Dibra trotz der fast homogenen albanischen Bevölkerungsmehrheit durchschnitten. Der nordwestliche Teil, auch Kleine Dibra genannt, wurde Albanien zugesprochen. Die Große Dibra rund um die Stadt Debar (albanisch: Dibra/Dibër) ging an Serbien (heute Nordmazedonien). Die Stadt verlor dadurch einen Großteil ihres Einflussgebiets. Familien wurden getrennt und die Bewohner auf der albanischen Seite konnten nicht mehr zum Markt in Debar. Bis heute ist die Stadt Debar noch immer stark albanisch geprägt. Auf albanischer Seite wurde die Stadt Peshkopia zum neuen Regional-Zentrum und Hauptort der Region, die heute die Gemeinde Dibra bildet.
Dibra wird mehrheitlich von Albanern bewohnt. Diese sprechen einen gegischen Dialekt. Auf beiden Seiten der Grenze leben auch einige Slawische Mazedonier. Die albanische Bevölkerung in dieser Region ist traditionell muslimisch.